# Hermanus Brockmann
Hermanus Brockmann (Amsterdam, 14 giugno 1871 – L'Aia, 18 gennaio 1936) è stato un canottiere olandese, vincitore di una medaglia d'oro nel canottaggio ai Giochi olimpici di Parigi 1900 nella qualità di timoniere del due con olandese.

## Carriera
L'organizzazione dei Giochi olimpici riconobbe a Brockmann la medaglia d'oro nel due con, pur non avendo partecipato alla finale per il fatto che nei turni eliminatori i compagni avessero deciso che egli fosse troppo pesante (60 kg). Brockman, comunque, partecipò regolarmente alle finali del quattro con e dell'otto con aggiudicandosi altre due medaglie con l'equipaggio olandese, seppure di metallo meno pregiato.
In seguito non tutti i resoconti assegnarono la medaglia ai Paesi Bassi, per il fatto che Brockmann, nella finale fu sostituito da uno sconosciuto ragazzino francese. Ufficialmente il Comitato Olimpico Internazionale assegna quattro medaglie anziché tre, ma la medaglia nel medagliere è assegnata alla Squadra mista e non ai Paesi Bassi.

## Palmarès
| Anno | Manifestazione  | Sede   | Evento      | Risultato |
| ---- | --------------- | ------ | ----------- | --------- |
| 1900 | Giochi olimpici | Parigi | Due con     | Oro       |
| 1900 | Giochi olimpici | Parigi | Quattro con | Argento   |
| 1900 | Giochi olimpici | Parigi | Otto        | Bronzo    |